# Protobonellia papillosum
Protobonellia papillosum är en djurart som tillhör fylumet skedmaskar, och som beskrevs av Murina G.V.V. 1978. Protobonellia papillosum ingår i släktet Protobonellia och familjen Bonelliidae.
Artens utbredningsområde är Södra Ishavet. Inga underarter finns listade i Catalogue of Life.